# Helgeandshuset, Lund

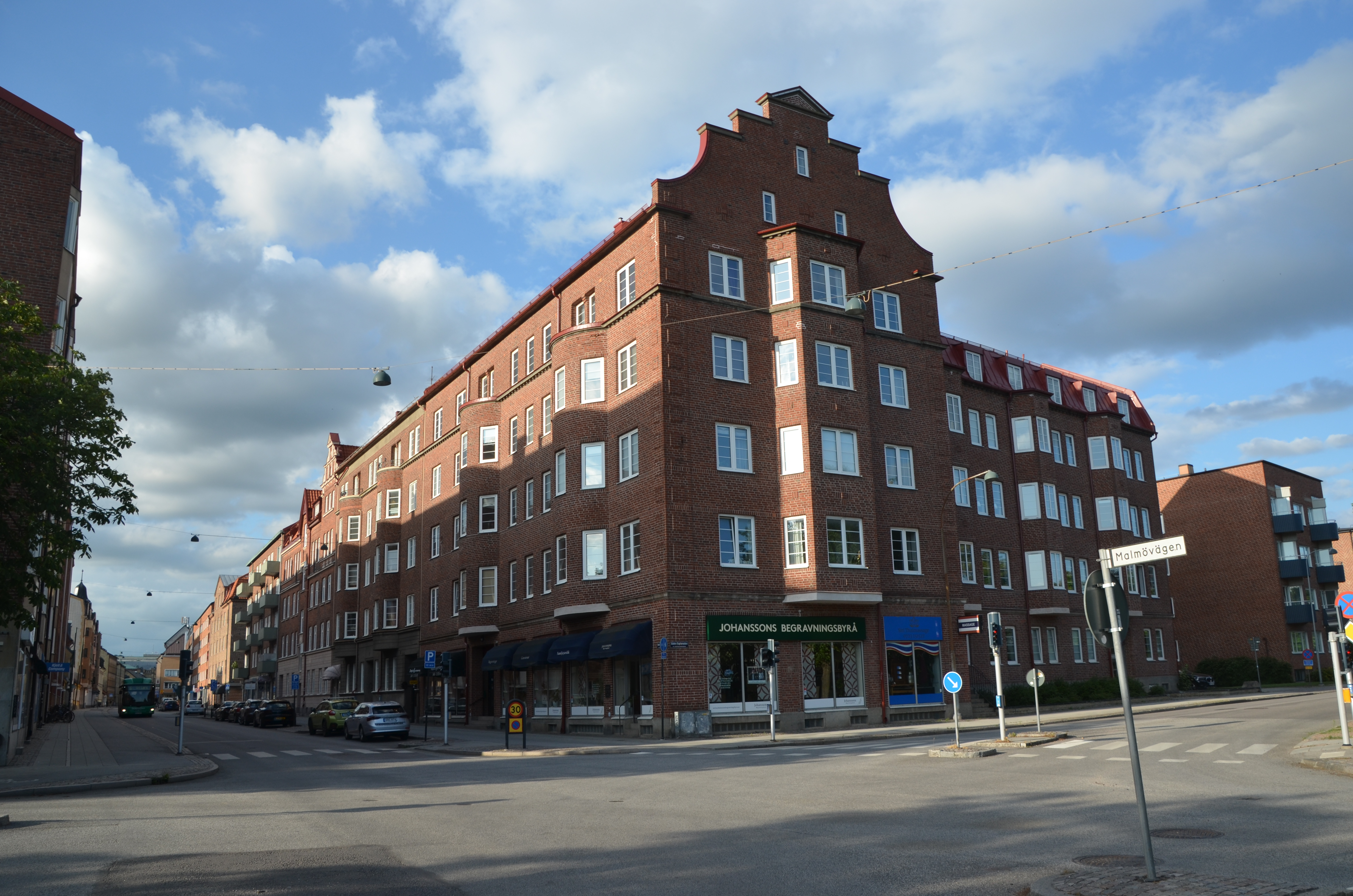
Hörnet Stora Södergatan/Södra Esplanaden i Lund, platsen för det tidigare Helgeandshuset

Helgeandshuset var ett helgeandshus, ett sjukhus och åldersdomshem med tillhörande kyrka, i Lund under medeltiden. Det låg på östra sidan av Stora Södergatan, nära den medeltida Söderport, i nuvarande kvarteret Hospitalsträdgården.
Helgeandshuset i Lund var det näst äldsta i det dåvarande Danmark efter helgeandshuset i Roskilde. Det nämns i en skriftlig källa första gången 1269, då det kallas för "hospitale spiritus sancti". Ärkebiskopen hade ursprungligen patronatsrätten och ansvarade för tillsyn, men 1334 togs ansvaret över av ärkedjäknen vid domkapitlet. Verksamheten låg nere under en period mellan slutet av 1300-talet och någon gång under första halvan av 1400-talet.
Helgeandshusets kyrka var äldre än själva Helgeandshuset och hade byggts i mitten av 1100-talet. Kyrkan knöts till Helgeandshuset, när detta grundades på 1200-talet. Kyrkan fungerade också som sockenkyrka och var helgad åt Sankt Godehard, som varit biskop i Hildesheim. När vården vid spetälskesjukhuset Sankt Jörgens hospital lades ned 1587, lades det samman med Helgeandshuset.  
Efter reformationen i Danmark fick Helgeandshuset överta ett antal hemman i Lilla Råby, vilka sköttes från gårdsanläggningen Hospitalsgården, som låg omedelbart norr om kyrkogården på norra sidan av Helgeandshuset.  
År 1745 låg sjukhuset i en envåningsbyggnad av sten, vilken låg på södra sidan av kyrkan i vinkel mot dess västra gavel. Både norr och söder om kyrkan fanns kyrkogård. 
Helgeandshuset drevs till 1778, varvid verksamheten togs över av Malmö hospital. Fonden för Helgeandshuset och dess egendomar förvaltades sedan 1773 av två serafimerriddare, och 1778 beslutade dessa att Lunds helgeandshus skulle läggas ned till förmån för Malmö hospital. 
Kyrkan och sjukhusbyggnaden revs 1834, men Hospitalsgården fortsatte att brukas till 1906, då den flyttades utanför stadskärnan.
Ett tympanon från Helgeandshusets kyrka är inmurat ovanför porten till det södra tornet i Lunds domkyrka.